# Francesco Maria Biscione
Francesco Maria Biscione (Parma, 30 dicembre 1954 – Roma, 26 giugno 2024) è stato uno storico italiano, studioso del terrorismo e delle stragi avvenute in Italia negli anni 1970.

## Biografia
Nato a Parma e cresciuto a Tivoli, si laureò in filosofia nel 1979 presso l'Università La Sapienza. Successivamente lavorò a Roma presso l'Istituto dell'Enciclopedia italiana (1983-2014) e fu consulente delle commissioni parlamentari d'inchiesta sul terrorismo e le stragi (1994-1995) e sul dossier Mitrochin (2004-2005). Dal 2010 fu membro del direttivo dell'associazione culturale Archivio Flamigni. 
Morì a Roma il 26 giugno 2024 all'età di 69 anni.

## Opere principali
- Il delitto Moro. Strategie di un assassinio politico, Roma, Editori Riuniti, 1998. ISBN 978-8835944256
- Il sommerso della Repubblica. La democrazia italiana e la crisi dell'antifascismo, Torino, Bollati Boringhieri, 2003. ISBN  978-8833914633
- Il delitto Moro e la deriva della democrazia, Futura, 2012. ISBN 978-8823016507
- Dal golpe alla P2. Ascesa e declino dell'eversione militare 1970-75, Roma, Castelvecchi, 2022. ISBN 978-8832900149